# Not My Baby
«Not My Baby» es una canción de la cantante rumana Inna, estrenada en formato digital a través de Global Records el 3 de abril de 2020. Fue escrita por Inna junto con Lara Andersson, Michelle Buzz, Junior Oliver Frid y Freedo, mientras que este último se encargó de la producción. Los medios describieron a «Not My Baby» como una pista de dance pop, deep house, EDM y europop con influencias de hi-NRG; también señalaron una diferencia en comparación con sus trabajos previos orientados al género experimental con influencia gitana de su sexto álbum de estudio, Yo (2019). La letra de «Not My Baby» profundiza sobre una relación tóxica con una pareja egoísta y falsa.
El sencillo recibió la aclamación de la crítica especializada que elogió el sonido pegadizo y el talento vocal de Inna. Para promover la canción, la intérprete subió un video lírico animado a su canal oficial en YouTube el 2 de abril, donde se representa a sí misma en diferentes entornos. El video oficial se estrenó el 24 de abril y muestra a Inna con una serpiente en su brazo, mientras sostiene una manzana roja en el jardín del Edén como una alusión a la creencia cristiana del pecado original. Un crítico señaló similitudes entre su temática y el cuento de Blancanieves. Desde el punto de vista comercial, «Not My Baby» alcanzó el puesto número 33 en la lista Airplay 100. La cantante interpretó la pista en el evento Untold OverNight en mayo.

## Antecedentes y composición
Para la grabación de «Not My Baby», Inna formó un nuevo equipo colaborativo, y contribuyó con la composición junto con Lara Andersson, Michelle Buzz, Junior Oliver Frid y Freedo; este último manejó la producción. Global Records estrenó «Not My Baby» en varios países el 3 de abril de 2020. La canción, escrita en inglés, marca un regreso al estilo de los primeros trabajos de Inna y se aleja del género experimental con influencia gitana que la artista abordó en su sexto álbum de estudio, Yo (2019). Los medios describieron a «Not My Baby» como una pista de dance pop, deep house, EDM y europop con influencias de hi-NRG. La letra profundiza sobre una relación tóxica del pasado en la que la pareja de la intérprete era atractiva pero egoísta y falsa. Su voz aparece digitalizada por un codificador de voz, mientras que la producción incluye una muestra de piano «melancólica».

## Recepción
Tras su lanzamiento, «Not My Baby» recibió la aclamación de la crítica especializada. Mike Wass, del sitio web Idolator, llegó a la conclusión de que la pista es «instantáneamente llamativa» y podría convertirse en un éxito comercial, mientras que Jonathan Currinn, de CelebMix, lo llamó «uno de los mejores lanzamientos recientes de Inna». También señaló que, aunque Inna trabajó previamente con estilos electrónicos en sus primeros sencillos, el género de deep house es un campo completamente nuevo para la artista. Valentin Mafroy, de Aficia, afirmó que «Not My Baby» es un sencillo «moderno» y efectivo», y añadió que contradice líricamente a su predecesor, «Bebe» (2019), donde Inna canta acerca de permanecer junto a su pareja. Alex Stănescu, de InfoMusic, elogió el uso de un codificador de voz en la canción, y comentó que es «perfecta [...] para conducir, para bailar frente al espejo o ... para limpiar obsesivamente la casa durante este período de autoaislamiento». Leon Krusch, de Dance Charts, elogió el talento vocal de Inna que, según el profesional, le da un toque de originalidad a «Not My Baby». También notó una diferencia con su sencillo «Bebe», aunque ambos utilizan elementos electrónicos. Desde el punto de vista comercial, «Not My Baby» alcanzó el puesto número 33 en la lista Airplay 100 el 21 de junio.

## Videos musicales
Para promover «Not My Baby», se estrenó un video lírico animado, creado por Mihai Sighinaș, en el canal oficial de Inna en YouTube el 2 de abril de 2020. El metraje representa a la cantante en diferentes entornos, especialmente rodeada de hojas de la selva y una serpiente que aparece por debajo de su mentón. El video oficial, filmado por Bogdan Păun, se publicó el 24 de abril. Alexandru Mureșan se desempeñó como el director de fotografía, mientras que Loops Production se encargó de la producción. Según los profesionales, el videoclip alude a la creencia cristiana del pecado original y al cuento de Blancanieves.
El metraje comienza con Inna, quien usa un sujetador de látex rosa y jeans rotos mientras se sienta en un estante de sillas de plástico frente a un fondo oceánico generado por computadora.  Posteriormente, la cantante aparece en el jardín del Edén mientras luce un vestido blanco y negro. La artista realiza movimientos sutiles con la mano, a la vez que sostiene una manzana roja y su brazo finalmente es arrastrado por una serpiente. Hacia el final del videoclip, la serpiente se desliza y se retira. Las escenas intercaladas muestran a la intérprete con un sujetador con estampado de leopardo, un traje de baño de marca Norma Kamali y un par de botas. Jonathan Currinn, del sitio web CelebMix, calificó a Inna de «feroz, sexy y seductora» y elogió su vestuario. También afirmó que la última escena representa perfectamente a una persona que abandona a su amante tóxico.

## Formatos
| Descarga digital |               |          |  |
| N.º              | Título        | Duración |  |
| 1.               | «Not My Baby» | 2:48     |  |

## Posicionamiento en listas
| Rumania | Airplay 100           | 33  |
| Rumania | Romania Radio Airplay | 16  |
| Rusia   | Tophit                | 996 |

## Historial de lanzamiento
| País   | Formato(s)       | Fecha              | Discográfica | Ref.   |
| ------ | ---------------- | ------------------ | ------------ | ------ |
| Mundo  | Descarga digital | 3 de abril de 2020 | Global       | [ 4 ]  |
| Italia | Descarga digital | 15 de mayo de 2020 | CDF          | [ 16 ] |